# Trinity Desktop Environment
Trinity Desktop Environment – środowisko graficzne powiązane z KDE 3, które powstało jako fork KDE 3.5 po tym, jak w Kubuntu zdecydowano się przejść na Plasmę.